# Ukkusissat
Ukkusissat ("Täljstenarna", tidigare stavning: Uvkusigssat) är en grönländsk bygd i Qaasuitsup kommun. Den ligger fyra mil norr om staden Uummannaq, och har omkring 155 invånare (2014). 
I bygden finns bland annat kyrka, klinik, butik, församlingshus, vattenverk och en helikopterflygplats. Den viktigaste näringen är fiske, och mycket av fångsten förarbetas på fabriken Ice Cap Foods. 
Omkring 25 kilometer nordost om Ukkusissat ligger gruvbyn Maamorilik med gruvan Den sorte Engel.